# Cerro Escorial
Cerro Escorial – szczyt w centralnych Andach. Leży na granicy między Argentyną a Chile. Jest wygasłym stratowulkanem, uformowanym prawdopodobnie w epoce holocenu. Data ostatniej erupcji nie jest znana.